# Одесская областная универсальная научная библиотека имени М. С. Грушевского
Одесская областная универсальная научная библиотека им. М. С. Грушевского — одна из крупнейших и старейших библиотек Одессы, история которой насчитывает 125 лет. Современная библиотека была основана в 1920 году как центральная рабочая библиотека. Фонд универсальный 1,19 млн экземпляров.

## История
Библиотека ведёт отсчёт своего существования начиная с 1875 года, когда при Одесском обществе взаимной помощи приказчиков-евреев, на то время крупнейшем в Российской империи, была создана библиотека.
Открытие общественной библиотеки состоялось 1 (13) июня 1875 года. За первый год существования библиотеки, её фонд составил 1138 томов, количество читателей насчитывалось 127 человек.
В 1885 году в библиотеке было открыто отделение книг на древнееврейском языке «HEBRAICA», которое в 1888 году насчитывало 2000 томов. Отдел был единственным и лучшим хранилищем древнееврейской литературы в России после императорской Публичной библиотеки в Санкт-Петербурге. В том же году при библиотеке был открыт отдел «JUDAICA».
В 1920 году библиотека была национализирована. Сначала она называлась «Центральная Коммунальная библиотека», затем — Центральная губернская, затем — «Центральная окружная адвокатская библиотека им. Октябрьской революции». Библиотека росла очень быстро, после реорганизации и объединения с другими библиотеками её фонд насчитывал 75 тыс. книг и она стала одним из звеньев идеологической работы, центром библиотечной деятельности округа и города Одессы.
В 1927 году книжный фонд Библиотеки насчитывал 150793 книг, было 17 765 читателей. В среднем за сутки библиотеку посещало 1014 читателей; передвижной фонд был представлен 90 обменными пунктами. Заработал отдел для юношества. Отдел села занимался обеспечением сельских библиотек книгой, подготовкой библиотекарей. Кадровый состав Библиотеки в те годы составлял 48 специалистов, большое количество которых — с высшим образованием.
1937 года библиотеке было присвоено имя В. И. Ленина. В 1940 г. Библиотека обслуживала 27 тыс. читателей, имела книжный фонд 255 598 прим. Межбиблиотечный абонемент обслуживал, кроме библиотек города, 33 районные и 16 сельских библиотек. Штат библиотеки вырос до 93 человек.

### Библиотека в военный период
В 1941 году во время обороны Одессы библиотека не прекращала своей работы до 15 октября 1941 года, продолжая обслуживать читателей на абонементе и в читальном зале, а также госпитали и эвакуационные пункты. После вступления в Одессу 16 октября 1941 г. румынско-немецких войск помещение библиотеки было захвачено румынской военной частью, и только 27 ноября 1941 г. библиотека возобновила работу.
Библиотека была повреждена: более 100 тыс. книг было сброшено с полок, часть мебели исчезла. Всю зиму 1941-го помещение не отапливалось.
В апреле 1942 г. начался вывоз литературы в Румынию. Так называемая «Трофейная комиссия» по приказу румынских властей вывезла в Румынию более 1000 книг и журналов энциклопедического, исторического, религиозного характера. 90 томов марксистско-ленинской литературы предназначались на уничтожение. Были вывезены и уничтожены все книги на еврейском языке. Общее количество литературы, вывезенной из библиотеки, составляла 4970 единиц. Кроме того, до 40 тыс. книг погибли в 1941 г. во время перемещения.
Весь 1942 год Библиотека была закрыта для читателей — работники библиотеки разбирали и приводили в порядок книжные фонды. Лишь в январе 1943 г. румынские власти разрешили открыть библиотеку, объединив областную библиотеку им. В. И. Ленина и областную библиотеку для детей и юношества им. Н. К. Крупской (которая находилась на 4-м этаже этого же дома), под названием «Центральная городская библиотека». Работали абонемент, детский абонемент, а с мая 1943 года. — детский читательский зал. Чтение было платным. Читатели — преимущественно служащие, учащаяся молодёжь и школьники.
Относительно украинской литературы, то сперва её выдача вовсе была запрещена. Лишь в конце 1943 г. было разрешено в связи со спросом читателей, особенно детей, выдавать украинские книжки. После освобождения Одессы от румынско-немецких оккупантов 10 апреля 1944 г., 18 апреля библиотека начала обслуживать читателей — открылся читательский зал для взрослых, детский филиал. Началось комплектование литературой через Держлітфонд. Возобновлена работа справочно-библиографического сектора, отдела обработки, отдела литературы на иностранных языках, передвижного фонда.

### Библиотека в послевоенный период
В 1950-х годах библиотека заработала в полную силу. Библиотека оказывала методическую и практическую помощь районным и городским библиотекам, сельским и клубным библиотекам, библиотекам различных ведомств и учреждений. Книжный фонд библиотеки составлял 300 тыс. экземпляров, читателями библиотеки было 21,5 тыс. лиц, которым в течение года было выдано 648 тыс. экземпляров различной литературы.
В 1966 году библиотека стала научной. Созданы специализированные отделы по вопросам сельского хозяйства, техники, искусства, отдел литературы на иностранных языках, сектор краеведения и тому подобное.
В библиотеке работали различные читательские объединения: краеведческий клуб «Звезды Одессы», клуб молодых поэтов, клуб «Дачник».
С 1996 г. библиотека первой в Украине начала ежегодные фестивали украинской книги памяти М.Грушевского.
8 июля 1998 г. Постановлением Кабинета Министров Украины библиотеке было присвоено имя Михаила Грушевского.
Начиная с 2000 года для библиотек Одесской области (873 сельские библиотеки, 33 — ЦБС) разрабатываются методико-библиографические советы, указатели, консультации, проводятся семинары, совещания, выезды в библиотеки, социологические и научные исследования.
По состоянию на 2000 г. в структуре библиотеки было 18 отделов и секторов. работало более 70 специалистов, из которых 80 % имели высшее образование.